# Venus (Rebsorte)
Venus ist eine Rotweinsorte mit mittlerer Widerstandsfähigkeit gegen den Falschen Mehltau und hoher Resistenz gegen den Echten Mehltau. Die Kreuzung dieser Neuzüchtung erfolgte 1964 am Arkansas Agricultural Experiment Station University of Arkansas zwischen den Sorten Alden und New York 46000. Es handelt sich dabei um eine überaus komplexe Züchtung in der Gene der Wildreben Vitis labrusca und Vitis vinifera vorhanden sind.

## Abstammung
Kreuzung von Alden  × New York 46000

## Ampelographische Sortenmerkmale
- Die leicht kegelförmige Traube ist mittelgroß, geschultert und lockerbeerig. Die runden Beeren sind groß und im reifen Stadium von fast schwarzer Farbe. Die Beeren sind kernlos.

## Siehe auch

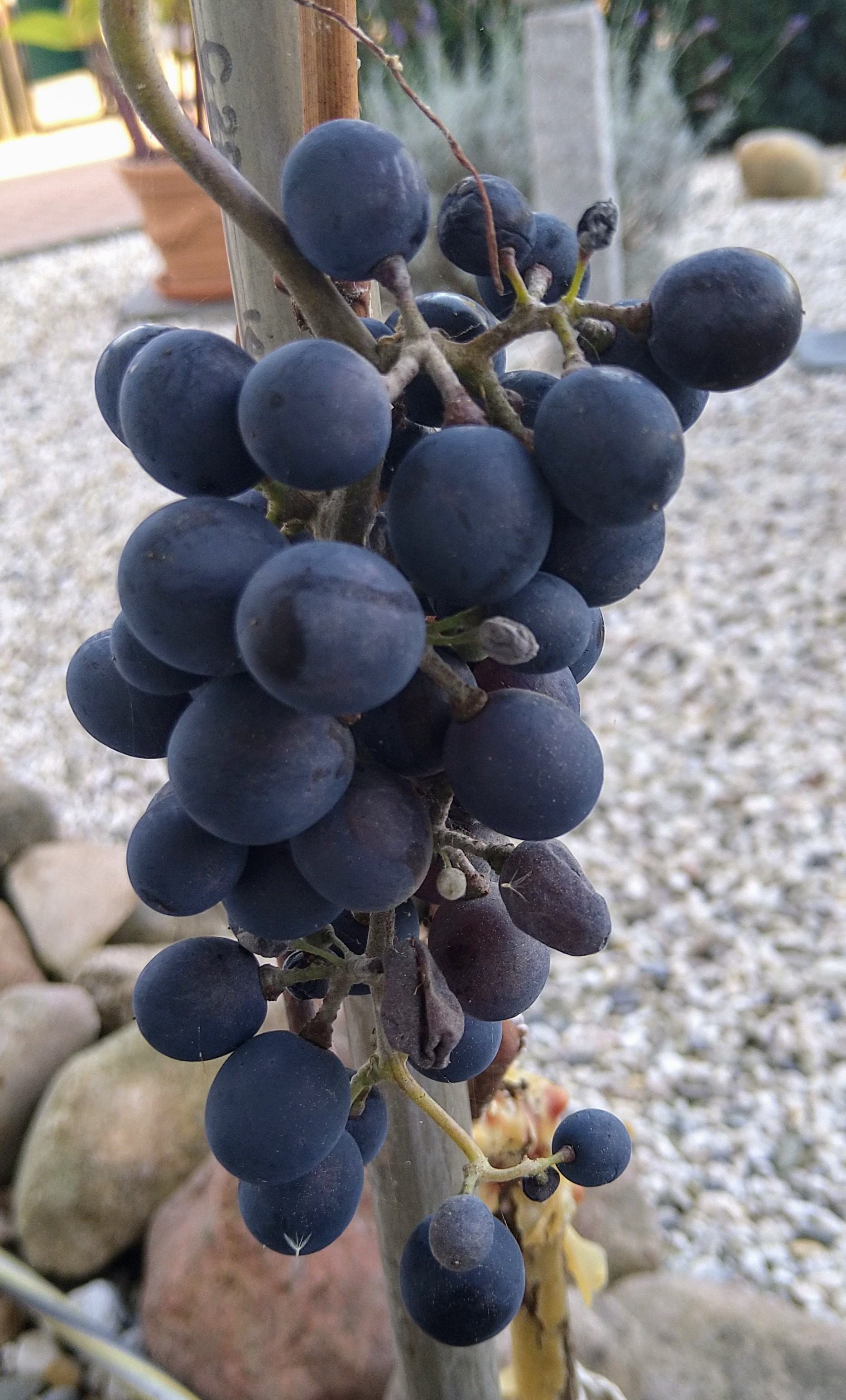
Traube im ersten Ertragsjahr
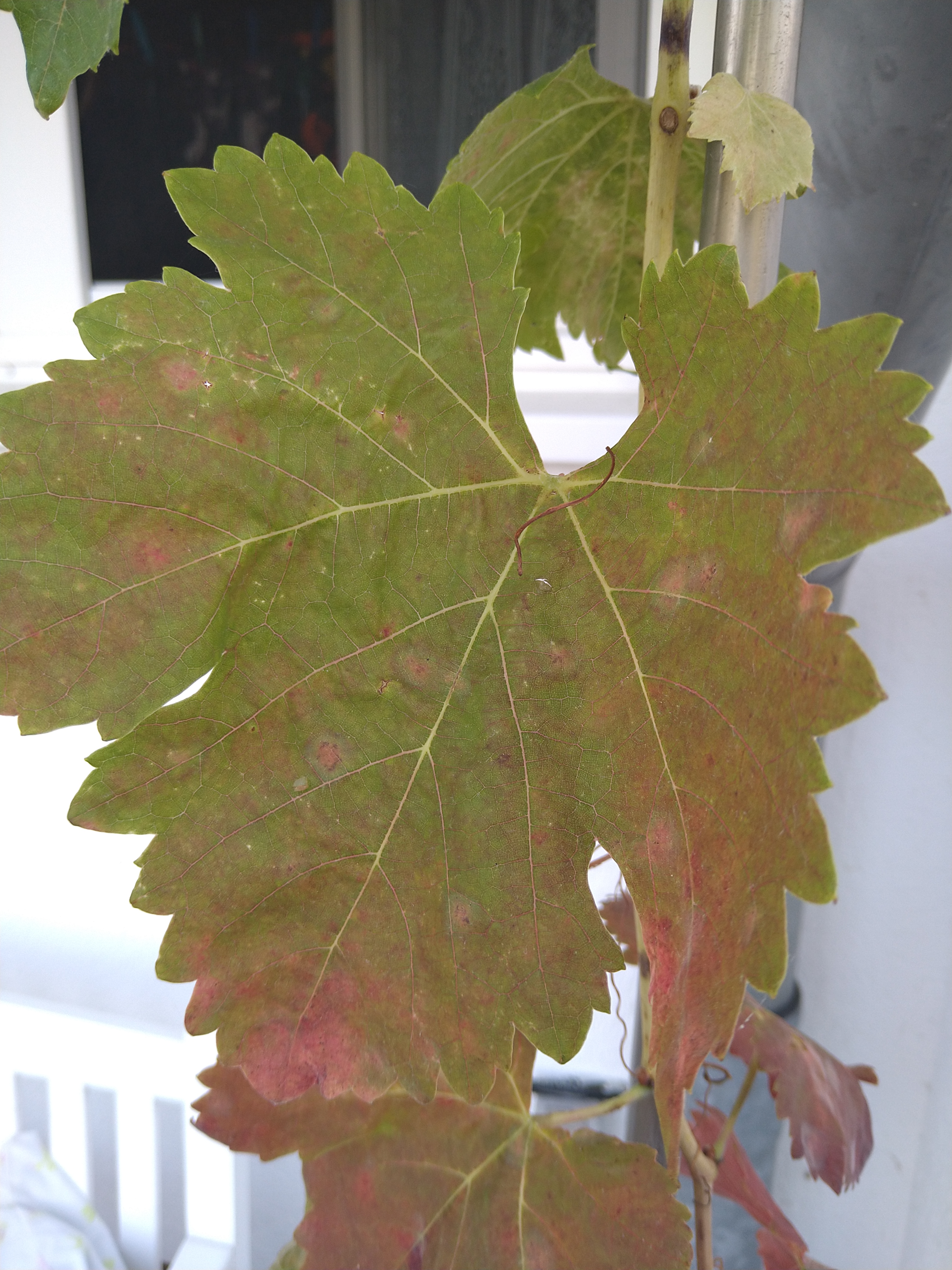
Typische Blattform
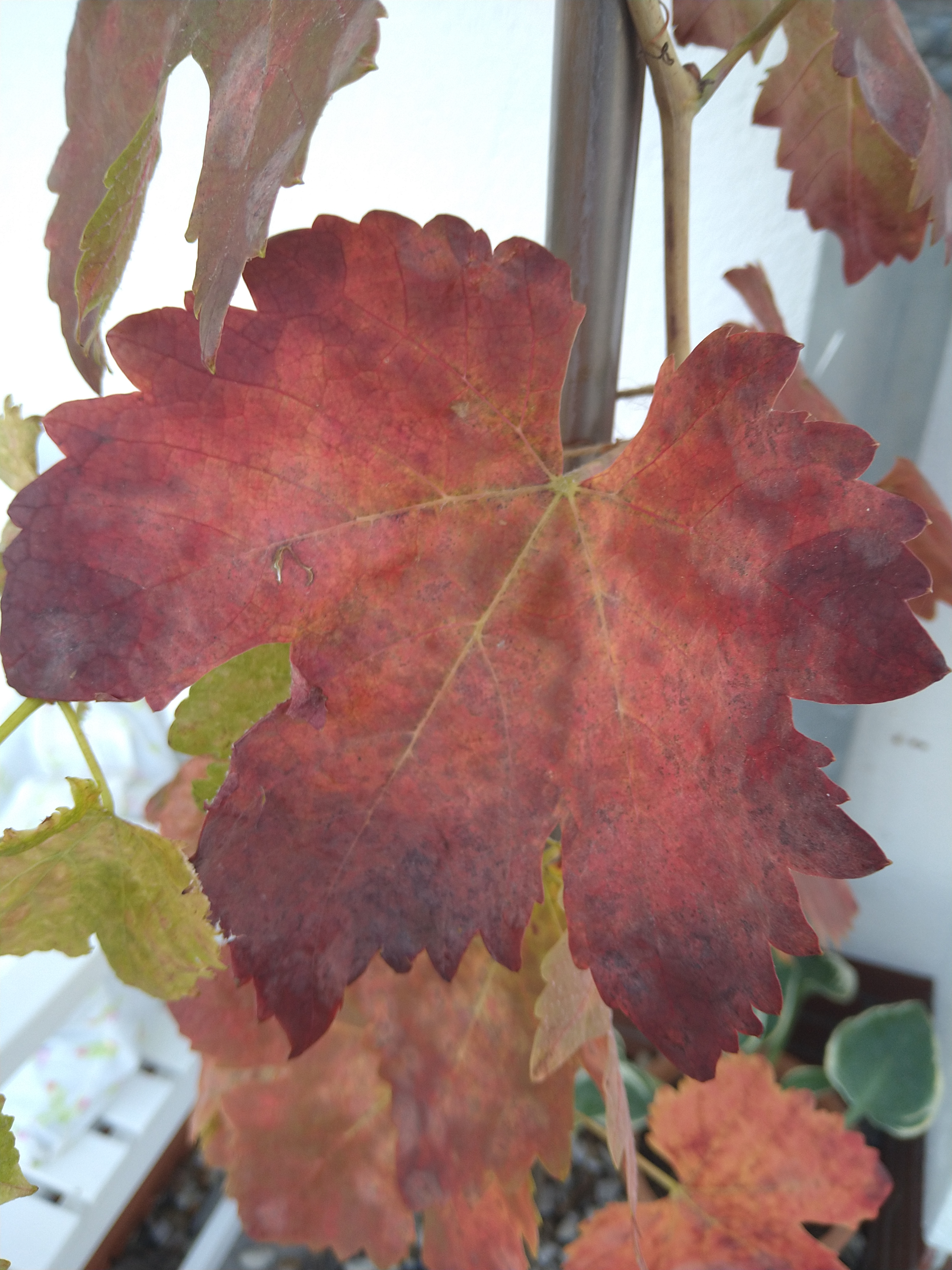
Herbstfärbung
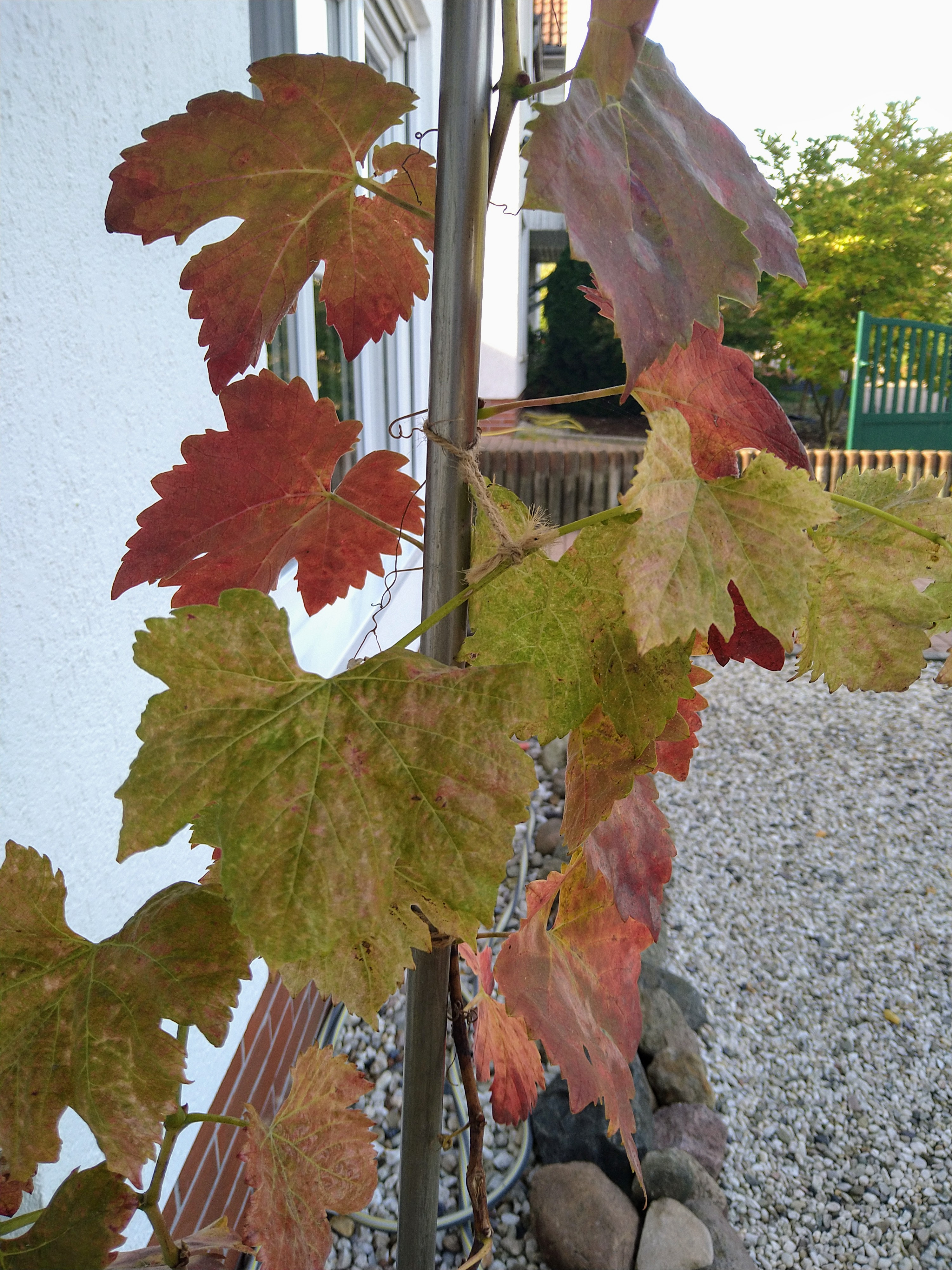
Blattwerk der Jungpflanze